# Čierne nad Topľou
Čierne nad Topľou este o comună slovacă, aflată în districtul Vranov nad Topľou din regiunea Prešov. Localitatea se află la altitudinea de 158 m deasupra n.m., se întinde pe o suprafață de 8,34 km2 și în 2017 număra 752 de locuitori.

## Istoric
Localitatea Čierne nad Topľou este atestată documentar din 1399.

## Demografie
| An:                | 1994 | 2004   | 2014   | 2024   |
| ------------------ | ---- | ------ | ------ | ------ |
| Număr de persoane: | 815  | 795    | 747    | 711    |
| Diferență:         |      | −2,45% | −6,03% | −4,81% |

| An:                | 2023 | 2024   |
| ------------------ | ---- | ------ |
| Număr de persoane: | 713  | 711    |
| Diferență:         |      | −0,28% |